# Helius tonaleah
Helius tonaleah là một loài ruồi trong họ Limoniidae. Chúng phân bố ở miền Australasia.